# Босанско-угарски ратови
Од 12. до половине 15. века босанска држава била је изложена војним нападима и притиску Угарске која је тежила да претвори Босну у свој феуд и ослонац за акције против Византије и Венеције, а касније и Турске.

## Српска кнежевина
Први сукоби са Угарском почели су у 10. веку, када је Босна била у саставу кнежевине Србије за владе кнеза Часлава, који је поразио угарску војску у средњовековној жупи Дрини (горњи ток Дрине и њених левих притока са градом Соколом).
У Летопису попа Дукљанина постоји опширна прича о томе како је српски кнез Часлав Клонимировић (927-960) дошао у сукоб са Мађарима и погинуо од њих. Једна мађарска већа чета са поглавицом Кишом упала је, пленећи, у Босну, али је код Цвилина у фочанском крају била потпуно поражена од Срба, које је предводио Часлав. Да освети мужа, кренула је Кишова удовица са »небројеном војском« против Срба. Часлава је затекла негде у Срему, који је тада обухватао не само данашњи Срем него и Мачву и северозападну Србију све до Рудника. Мађари су напали на Србе изненада, по ноћи, па су их потукли, а Часлава и неколико његових рођака заробили, па побацали везане у Саву. Тако је завршила Чаславова владавина, негде око године 960.

## Бановина Босна

### Поход краља Иштвана (1163)
Први забележени сукоб Угарске и Босне десио се у другој половини 12. века. Босански бан Борић (1154-63) умешао се у династичке борбе у Угарској, помажући византијске штићенике Ласла II (1162-63) и Иштвана IV (1163), због чега је 1163. краљ Иштван III (1163-65) напао Босну и победио њену војску, уклонивши Борића са власти.
У Угарској су, после смрти краља Гезе II (1141-1162), почеле борбе око престола, у које се умешала и Византија која је међу мађарским принчевима отворено помагала своје кандидате. Али, у њима није имала среће. Гезин син Иштван, веома млад, остао је у лето године 1163. коначни победилац и одржао се поред свих покушаја цара Манојла Комнина против њега. У вези са тим престоним борбама у Мађарској нестало је хрватског бана Белоша и босанског бана Борића. Они су обојица радили за византијске кандидате, па су или свргнути или настрадали у борбама. Против бана Борића, казује једна мађарска хроника, краљ је послао овога војсковођу Готфрида, који је победио Босанце. О бану Борићу нема више после тога помена, а као нови бан јавља се тек год. 1180. бан Кулин.

#### Постанак Котроманића
Кулин је, изгледа, био члан породице Котроманића, за коју дубровачки извори говоре да јој је оснивач Котроман »Гот«, односно Немац. Један Котроман, кнез или жупан (лат. comes), налазио се баш године 1163. у Сплиту, у пратњи краља Иштвана, и можда је он са Готфридовом војском прешао у Босну и остао у њој као краљев намесник, било у целој земљи, било у некој њеној области.

### Крсташки походи (1235–1244)
Појава патаренства (богумилство) крајем 12. века изазвала је реговање Рима и католичке цркве, који су за борбу против Босне ангажовали Угарску. У 13. веку Угарска је, уз помоћ папске курије, предузела више крсташких ратова против Босне. Угарске снаге су упале у Босну 1235, али нема података о борбама. Познато је да је народ био окупљен око бана Нинослава, да је борба била напорна и дуга, и да угарска војска није постигла одлучујућу победу. Пошто се босанска војска одржала, претпоставља се да се Нинослав склонио у непроходне планине у унутрашњости земље, избегавајући да прими одлучујућу битку. Први крупнији угарски успеси помињу се тек 1237. Нови крсташки рат повео је 1244. против Босне краљ Белa IV (1235-70) успевши да примора бана Нинослава да се потчини Угарској (као вазал). Католичка црква добила је тада поседе у Босни и право убирања црквене десетине.

#### Босна и Рим
Папа Иноћентије III (1198-1216), оснивач инквизиције (1215), је почетком године 1199. упутио два своја легата у српске земље, Стефану и Вукану Немањићу. Долазак ових делегата у Зету употребио је Вукан да се пред њима покаже као нарочито одан римској цркви и да у исто време црно обоји своје суседе, а нарочито босанског бана Кулина као заштитника јеретика. На папску курију је против бана Кулина 1199. стигла оптужба Вуканова да он не само штити богумиле, него да је и сам примио њихову веру са више од 10.000 својих поданика. Ту оптужбу појачао је и сплитски надбискуп, који је јављао да Кулин даје уточиште прогнаним јеретицима из Сплита и Трогира. На то је папа Иноћентије III, 11. октобра 1200, позвао угарског краља да нападне Босну. Кулин је избегао опасности тако што се направио да не разуме теолошких разлика у верским учењима, па је тражио од Рима поуке и обавештења. Папа је примио то оправдање и упутио у Босну свог легата Ивана де Каземариса. После завршене истраге дошло је 8. априла 1203. на Болином Пољу до Кулиновог свечаног одрицања од јереси и усвајања католичког учења.
Тако је на папској курији Босна почетком 13. века била озлоглашена као опасно легло јеретика, па како је у то време божји гнев, преко римске цркве, »дивно беснео« на Западу, против француских јеретика, требало је иста средства применити и на Босну. Још 3. децембра 1221. позивао је папа Хонорије III (1216-1227) Угре да устану против зла у Босни, а 15. маја 1225. одобрио је да Босна, Соли и Усора дођу под црквену власт калочке надбискупије у Загребу. Пошто је Угарска у тај мах патила од унутрашњих невоља, крсташки рат против Босне покренут је тек тридесетих година 13. века, пошто се Угарска опоравила. Краљевина Угарска била је главни извршилац папских жеља, које су у исто време одговарале и њеним политичким интересима, да стави Босну под потпуну контролу.
Тридесетих година 13. века владао је у Босни бан Матија Нинослав (1232-1250), вешт, издржљив и нимало малодушан владар (по Владимиру Ћоровићу). Притисак Мађара и папске курије натерао га је 1233. да осуди веру својих предака и да изјаву да ће постати добар католик. На то га је папа Гргур IX (1227-1241), 10. октобра 1233. примио под своју заштиту и зајемчио му интегритет »правом предрагог ми у Христу сина нашег светлог краља Угарске«. Да је Нинослав своју изјаву дао под притиском, да би отклонио рат, и да је у целом поступку папског легата у Босни, бискупа Јакова, било више наређивања него преговарања, види се најбоље по томе што је Нинослављев рођак, Пријезда, прешавши у католичанство, морао дати таоце, и то свог рођеног сина.
Католичка активност у Босни после тога узима великог маха. За новог бискупа у Босну упућује се исте године Јоханес Вилдесхаузен, Немац, родом из Фрајбурга. У Босну, у исто време, долази и доминикански монашки ред, познат по својој оштрини у прогоњењу француских јеретика. Довођење туђинаца, њихова насртљивост у односу према староседеоцима и политичко угрожавање од Мађара изазивају у Босни снажну реакцију. Свет се одбија од њих, са Нинославом заједно. Босанци нису могли дозволити да вера постане средство за њихово потпуно подјармљивање под власт угарских великаша. Место да смире, ове мере раздражиле су народ у Босни. На папској курији тврдило се да Босна због јеретика изгледа »као пустиња и шикара, пуна трња и коприва, и постала је легло гуја«.

#### Поход 1235-1238.
Већ 17. октобра год. 1234. тражио се из Рима крсташки рат, због неповољних извештаја о новој верској активности у Босни. Хрватски херцег Коломан примио се, на папин позив, да као Христов војник организује ратни поход на Босну. Крсташи против Босне били су папином одлуком потпуно изједначени са борцима за ослобођење Свете земље. Мађарски краљ, тежећи да из овог похода извуче главну корист, затражио је и папа је 9. августа 1235. одобрио да Босна дође под непосредну власт Угарске. Нинослав је, очигледно, изгубио папино поверење, јер није пристајао на све мере и поступке римских изасланика.
Кад је избио рат, бан Нинослав је имао доста тешкоћа. Један део властеле, из страха или као његови противници, пристао је уз Мађаре. Први на ударцу, усорски кнез Сибислав (син бана Стевана), није био са њим, него са мађарским крсташима. Видећи то и моћну мађарску војску, Нинослав се повлачио у своје средишне планине, које су у оно време биле (а местимично су и данас) обрасле прашумом, и избегавао је отворен сукоб. Због тога се рат отегао. Мађари, који су хтели да земљу стварно покоре, нису се, као обично, задовољавали једним кратким походом, који би донео брзе успехе, него су водили прави рат, морећи и притешњујући Босанце на све начине. У Захумљу је Коломан освојио област кнеза Тољена, али праву средишну Босну није могао да заузме.
Папа је хвалио Коломанове успехе и 26. априла 1238. говорио како је херцег довео Босну »на светлост католичке чистоте«; али угарска победа није била сигурна. Већ 1240. бан Нинослав долази у Дубровник, у пратњи знатног дела своје властеле. Да није био потучен и до краја исцрпен види се најбоље по томе што је чак обећао заштиту Дубровнику у случају да дође до рата са рашким краљем Владиславом.
Заједно са Босном, у Риму су били озлоглашени и Неретљани, стари гусари. О њиховим нападима и грабежу стизале су честе жалбе на мађарски двор, у Венецију и Рим. Осим тога, они су у Риму били оптуживани и као јеретици и помагачи јеретика. Тако су гусари из Шибеника 1177. опљачкали папског легата Рајмунда де Капела, а 1179. неретљанско племе Качићи запосели су имања сплитске цркве и убили камењем надбискупа Рајнерија када је дошао да протестује (1180). Угарски краљ Андрија претио им је личном експедицијом, на коју га је још год. 1221. позивао папа Хонорије III. Када су током 1234. видели озбиљне припреме за поход против Босне, они су, у страху, почели да се мире са суседима, као 17. марта 1235. са Дубровчанима, који од 1232, према уговору са Млечанима, нису смели да их примају у свој град.
Даљу мађарску акцију против Босне спречио је рат са Бугарском 1238. и инвазија Татара у пролеће 1241, која је опустошила Угарску, Хрватску и Далмацију и однела 65.000 живота само у краљевини Угарској.

#### Поход 1244.
Краљ Бела IV, бежећи 1241. испред Татара, беше у Трогиру нашао најлепши пријем и поуздано склониште за извесно време. Стога је 18. марта 1242. дао граду, уз извесне повластице, још и неке земље. Један део тих земаља, посебно Острог са околином, сматрали су Сплићани као своје власништво и стога не пристадоше на то уступање. Рат између њих прешао је брзо локалне размере. За Трогир се заузео краљ и наредио одмах да му се пружи војничка помоћ. Сплит je, остављен од краља, позвао у помоћ босанског бана Нинослава и хумског кнеза Андрију. Нинослав се умешао у те далматинске борбе, постао чак кнез сплитски њиховим избором и почео борбе са Трогиром. Тврди, добро брањени трогирски град није могао да заузме, него је само опустошио његову околину. Ово је изазвало енергичну интервенцију краљеву: по његовој наредби, славонски херцег Дионисије нападе Сплит и нагна га 12. јула 1244. на предају. У уговору о миру босански бан и хумски војвода беху нарочито искључени.
Краљ Бела, да казни Нинослава, крену сам на Босну, негде у исто време кад и херцег Дионисије на Сплит. О том његовом походу немамо ближих података, али изгледа да није био крвав. Зна се поуздано да је већ око 20. јула дошло до мира, јер је тога дана краљ потврдио поседе босанске бискупије у споразуму са баном Нинославом и његовом браћом и великашима. У тој земљи Босни, каже се у краљевској повељи, узела је маха јерес и мало је људи који су присталице »праве вере«. Да помогне верској ревности правих католика, краљ је том приликом дао босанској цркви поседе у Ђакову и Блезни.
Да је Босна ипак поражена у овом рату, говори чињеница да је краљ Бела после Нинославове смрти наметнуо свог вазала Пријезду Котроманића (1250-1287) за новог бана Босне.

### Поход краља Лудовика (1363)
Након великог проширења Босне за владе Стефана II Котроманића (1322-1353), угарски краљ Лудовик I је 1363. одлучио да младом бану Твртку I Котроманићу (1353-1391) одузме освојене области и поново сведе Босну на поречје горње Босне до Врандука на северу, Дрине на истоку и Врбаса на западу.
Главнина, којом је командовао лично краљ, наступала је из Славоније, преко врбашке жупе и продрла у пливску жупу, где је предузела опсаду града Сокола на Пливи. Посада града под командом Вукца Хрватинића успела је да у тродневним борбама одбије све јурише и нанесе противнику знатне губитке, па је краљ прекинуо опсаду и средином јула се, долином Врбаса, повукао преко Славоније у Угарску. У септембру, помоћна колона под командом палатина Миклоша Конта и острогонског надбискупа, продрла је, вероватно код данашњег Брода на Сави, у Усору и опсела град Сребреник. Претрпевши неуспех и она је ускоро напустила Босну. Била је то једна од најзначајнијих победа у историји Босне.
Једини угарски успех било је заузимање града Кључа, који је својевољно предао кнез Влатко Вукославић, надајући се угарској победи, и тако пустио краља да несметано нападне Соко. У замену за уступљени Кључ, који је остао у мађарским рукама, али у којем се издајник кнез није смео задржавати, добио је Влатко град Бршћановац у Славонији, са неким другим местима.
О значају Тврткове победе сведочи и то што је после ње Твртко, са мајком и братом заједно, 7. септембра 1364, добио млетачко грађанство. Бан Твртко се по први пут не помиње као вазал угарског краља, и Млечани га зову босанским баном само »по божјој милости«. Овај успех био је кратког даха: већ следеће године (1365) бан Твртко је свргнут у побуни великаша у корист његовог млађег брата Вука. Протеран у Угарску, Твртко се покорио краљу Лудовику и уз његову помоћ вратио се на власт већ следеће године (1366), поново као угарски вазал. Твртко се коначно ослободио угарске власти тек 1382, после краљеве смрти.

## Краљевина Босна

### Први поход краља Сигисмунда (1398)
После смрти краља Твртка I, његов млађи брат краљ Стефан Дабиша (1391–1395) поново је признао власт Угарске. Још више, Ђаковачким уговором из 1393. краљ Дабиша признао је угарског краља Сигисмунда (1387–1437) за свог наследника на босанском престолу. После Дабишине смрти, међутим, босански великаши на челу са војводом Хрвојем Вукчићем довели су на власт најпре Дабишину жену, краљицу Јелену Грубу (1395–1398), а затим краља Остоју (1398–1404), ванбрачног сина краља Твртка I, и одбили да врше вазалне обавезе према Угарској.
До поновног рата са Угарском дошло је 1398. после одбијања најмоћнијих босанских великаша (Хрвоје Вукчић, Сандаљ Хранић и Павле Раденовић), који су управљали краљевством у име младог краља Остоје, да признају право наслеђа босанског престола краљу Сигисмунду, које је уживао на основу Ђаковачког уговора из 1393. У јулу 1398, Сигисмунд је јаким снагама продро долином Врбаса у подручје војводе Хрвоја Вукчића (Доње Краје). После безуспешног напада на Врбашки град (лат. castrum Orbaz) који је бранила босанска војска, краљ је напустио Босну и преко дубичке жупе и Мославине повукао се у Угарску. У октобру исте године угарске снаге поново су упале у Босну, али су у Усори биле поражене од босанске војске.

### Други поход краља Сигисмунда (1405–8)
Збацивањем са босанског престола угарског штићеника, краља Остоје, и избором Твртка II за краља Босне 1404, почео је низ угарских похода против Босне. Угарска војска, под командом мачванског бана Ивана Моровића, избила је у јуну 1404. до града Бобовца у којем се одржала посада верна краљу Остоји, док је један угарски одред заузео Сребреник у Усори и држао га неколико година. Чим је учврстио свој положај у Угарској и обновио утицај у Хрватској, Сигисмунд је у првој половини 1405. започео припреме за нови рат против Босне. Операције су започеле у другој половини августа 1405, са циљем да се обнове и исправе границе према краљевству Раме или Босне.

#### 1405
Угарска војска била је подељена у 3 одреда. Први одред са краљем продро је долином Уне у Хрвојеве области и освојио Бихаћ; други одред под командом Ивана Моровића наступао је кроз источну Славонију, а затим продро у Усору, где је освојио Сребреник, а трећи одред задржан је у резерви на славонско-босанској граници. Поред Бихаћа и Сребреника заузет је град Добор и нападан Соко Град (усорски). Због снажног отпора Босанаца, Сигисмунд је у новембру обуставио борбе и повукао се у угарску, а Хрвоје је повратио Бихаћ и дубичку жупу.

#### 1406
У немогућности да 1406. лично поведе војску против Босне, Сигисмунд је упућује под својим војсковођом Пипом Спаном (лат. Pippo Spano, у народној песми сачуван као Филип Маџарин), који је опустошио северне крајеве Босне.

#### 1407
У јуну 1407. краљ је груписао у Славонији јаке снаге за нови рат против Босне. Пошто их је ојачао снагама локалних феудалаца, дуж босанске обале Саве подигао је више утврђења и у августу је био спреман за почетак операција. Главнина војске са којом се налазио и Сигисмунд, наступајући долином Босне, освојила је у септембру Бобовац, док су помоћне трупе, под командом ердељских војвода, продрле долином Врбаса у Хрвојеве области. Претпоставља се да су их поразиле Хрвојеве снаге.
Пошто је Хрвојева власт остала и даље неуздрмана, краљ Сигисмунд је поново започео припреме за рат. Враћајући се на идеју о крсташком походу против Турака, био је подржан од папе Гргура XII, који је позвао цео хришћански свет да под Сигисмундом крене у рат против Турака. Међутим, тежиште дејстава било је усмерено против Босне која је, да би се поход оправдао, окарактерисана као земља јеретика.

#### 1408
После неколико мањих упада у Босну из Срема и Славоније, у лето 1408, главнина угарских снага (око 60.000) провалила је под Сигисмундом у Босну. У одлучујућој бици северно од Добоја, у близини утврђеног града Добора, Сигисмунд је поразио део босанских снага, заробио краља Твртка II и извршио покољ заробљене босанске властеле, али су главни великаши (Хрвоје, Сандаљ и Павле Раденовић) успели да побегну. После те победе угарске снаге су у октобру напустиле Босну и преко Дубочца (тврђава на Сави код Брода) прешле у Славонију, одводећи заробљеног босанског краља са собом у Будим.

### Битка код Добоја (1415)
Оставши без краља, преживели босански великаши, иако су и даље били против Угарске, довели су поново Остоју на босански престо (1409–18). Заузета унутрашњим сукобима и борбом за личне интересе, босанска властела превидела је опасност која је претила од Турака. На позив војводе Хрвоја у лето 1414, Турци су упали у Босну и слабијим снагама продрли све до Загреба. С њима је дошао и Твртко II, тако да су у Босни истовремено била два краља: Остоја, кога је подржавала Угарска, и Твртко II кога је подржавала Турска. Да би повратио угарски утицај у Босни, краљ Сигисмунд је упутио знатне снаге долином Босне против Турака, али су оне потучене јула 1415. у бици код Добоја од турске војске којој се придружила већина босанских великаша. Од ове победе над Угрима, Турци почињу непосредно да се мешају у унутрашње ствари краљевине Босне и њихов утицај у Босни постаје доминантан.